# اليوم الأسود
اليوم الأسود (هانغل: 블랙데이) هو يوم تقليدي غير رسمي تحتفل به فئة من الشعب الكوري الجنوبي كل سنة في يوم 14 أبريل ويخصص هذا اليوم للأشخاص غير مرتبطين بشريك من الجنس الآخر حيث يجتمعون في هذا اليوم في مطاعم آسيويه متخصصة ويتناولون نوع من أنواع المعكرونة يعرف باسم (jajangmyeon) وهي معكرونة يوضع عليها صلصة سوداء خاصة. ويأتي هذا الاحتفال كتعويض عن حياة العزوبية التي يعيشونها حيث يأتي بعد عيد الفالنتين بشهرين وبعد اليوم الأبيض المعروف في كوريا واليابان بشهر واحد أيضًا.